# 李惺
李惺（1785年—1863年），字伯子，号西漚，四川垫江县（现重庆市垫江县）南郊冯家湾人。清朝政治人物、学者。

## 生平
嘉慶二十二年（1817年）丁丑科进士。选翰林院庶吉士，散馆授检讨。历升國子監司業、詹事府左贊善。有《西沤外籍》10卷、《可邡诗稿》传世。《清史列传》有传。